# 머지 레코드
머지 레코드(Merge Records)는 미국 노스캐롤라이나주의 더럼에 위치한 독립 음악 레코드 레이블이다. 1989년 로라 밸런스와 맥 맥코건이 설립하였다. 본래 두 명이 활동하던 밴드 슈퍼청크의 음악 및 친구들이 만든 음악을 발매하기 위해 만들어졌으며, 현재는 세계 각지의 음악가들을 상대로 범위를 넓히고 있다.

## 역사
여러 개의 7인치 음반 및 카세트를 판매한 후, 1992년 4월 1일 첫 CD 발매인 “Tossing Seeds”가 발매됐다. “Tossing Seeds”는 슈퍼청크의 싱글을 모아놓은 컴필레이션 음반으로 MRG020이라는 카탈로그 넘버가 부여됐다.
초기 머지 레코드의 성공에는 뉴트럴 밀크 호텔의 “In the Aeroplane Over the Sea”, 마그네틱 필즈의 “69 Love Songs”, 스푼의 “Kill the Moonlight” 등의 음반이 존재하였다.
레이블의 첫 미국 빌보드 200 차트 1위 음반은 2004년에 발매한 아케이드 파이어의 “Funeral”이었다. 아케이드 파이어는 이후 빌보드 200에서 2위로 데뷔하는 다음 작품 “Neon Bible” 또한 머지에서 발매하였으며, 2010년에 발매한 세 번째 정규 음반 “The Suburbs”로 1위에 다시 올랐다. 이외에도 스푼의 “Ga Ga Ga Ga Ga”와 “Transference”, 쉬 앤 힘의 “Volume Two” 등이 빌보드에서 10위권 이내에 들었다. 또한 카리부에게 폴라리스 상을 받게 해준 “Andorra”, M. 워즈의 “Hold Time”, 카메라 옵스큐라의 “Let's Get Out of This Country”, 쉬 앤 힘의 “Volume One”도 머지 레코드에서 나왔다.
2009년 2월, 불리한 시장 상황으로 인해 터치 앤드 고 레코드는 더 이상 머지와 많은 독립 음반사의 음반을 제작하고 배급하지 않을 것이라고 발표하였다. 머지는 1992년 “Tossing Seeds”의 발매 후 항상" 터치 앤드 고라는 우산 아래"에 있었다고 말하였고, 얼마 지나지 않은 시점에 얼터너티브 디스트리뷰션 얼라이언스와 신속히 계약을 체결해 음반의 배급을 지속하였다.

## 음악가
음악가는 머지 레코드 웹사이트에서 발췌했다.
- 더 3Ds
- 더 식스스
- 어 자이언트 도그
- 아메리칸 뮤직 클럽
- 아모르 데 디아스
- 에인절스 오브 에피스트몰로지
- 에이펙스 매너
- 아케이드 파이어
- 아처스 오브 로프
- 애슐리 스토브
- 에릭 백맨
- 루 발로
- 배런 걸스
- 비트닉 필름스타스
- 댄 베자르
- 빅 디퍼
- 브레드위너
- 브릭스
- 브로큰 웨스트
- 리처드 버크너
- 윌 버틀러
- 버터글로리
- 버즈콕스
- 케이블 타이스
- 케이크키친
- 카메라 옵스큐라
- 카리부
- 더 클린
- 더 클라이언텔
- 홀리 쿡
- 미칼 크로닌
- 크룩드 핑거스
- 알리슨 크러치필드
- 다프니
- 디스트로이어
- 다이너소어 주니어
- 디바인 피츠
- 드라이브 라이크 예후
- 이스트 리버 파이프
- 마크 에잇젤
- 맷 엘리엇
- 에렉투스 모노톤
- 에식스 그린
- 엑스 헥스
- 엑스트라 렌즈
- 플레시 워운즈
- 플록 오브 다임스
- 마틴 프롤리
- 엘레너 프라이드버거
- 프루트 매츠
- 퍽드 업
- 퓨처 바이블 히어로스
- 갱어
- 고슈
- 고딕 아치스
- 구브너
- 코코 하메스
- 애니 헤이든
- HeCTA
- 히스 골든 메신저
- 호너 롤
- 호스피털리티
- 벤지 휴스
- 이비비오 사운드 머신
- 임페리얼 틴
- 칼 헨드릭스 트리오
- 데이비드 킬구
- 킹 칸 앤드 더 슈린스
- 줄리앤 코스터
- 마이크 크롤
- 레이디버그 트랜시스터
- 램프촙
- 레츠 레슬
- 리틀 스크림
- 러브 랭귀지
- 매드 신
- 마그네틱 필즈
- 맥 매코건
- H.C. 매캔타이어
- 스테빈 메릿
- 밥 물드
- 마운트 모리아
- 마운틴 고츠
- 마운틴 윌슨 리피터
- 뮤직 테이프스
- 뉴트럴 밀크 호텔
- 오클리 홀
- 코너 오버스트
- 아우트
- 파이프
- 로버트 폴러드
- 폴보
- 포타스태틱
- 프램
- 레이더 브로스
- 레드 크로스
- 레이닝 사운드
- 돈 리처드
- 더 록*에이*틴스
- 로즈버즈
- 세이크리드 포스
- 세인트 리치
- 시위드
- 샤크 퀘스트
- 쉬 앤 힘
- 샤우트 아웃 라우즈
- 스네이크스
- 스페이스헤즈
- 스펜트
- 스파이더 백스
- 스피네인스
- 스푼
- 슈가
- 맷 석스
- 슈퍼청크
- 스웨어린
- 스윗 스피릿
- 틴에이지 팬클럽
- 텔레키네시스
- 테네먼트 홀스
- 서드 아이 파운데이션
- 트레이시 손
- 타임스 뉴 바이킹
- 티투스 안드로니커스
- 토레스
- 트레이시앤 & 대니
- 트워프스
- 윌리엄 타일러
- 버서스
- 버티컬 스크래처스
- 볼케이노 선스
- M. 워드
- 왁사해치
- 화이트 웨일
- 와일드 플래그
- 와이 오크